# Нарбут, Борис Станиславович
Бори́с Станисла́вович На́рбут (1915—1995) — Герой Советского Союза (1944), командир роты 91-го инженерного батальона 47-й армии Воронежского фронта, старший лейтенант.

## Биография
Родился 25 декабря 1915 года в городе Енакиево Российской империи, ныне Донецкой области Украины, в семье рабочего. Русский.
В 1931 году, после окончания трехмесячных курсов при Енакиевском педагогическом техникуме, работал учителем, затем директором школы.
В Красной Армии с 1939 года, успешно освоил сапёрное дело.
Участник Великой Отечественной войны с июня 1941 года. Член ВКП(б)/КПСС с 1942 года.
В бои часть Бориса Нарбута вступила с началом войны, под Рава-Русской (Западная Украина, Львовская область). После этого были Львов, Тернополь, Чернигов, Днепропетровск. В августе 1941 года Нарбута ранило. В феврале 1942 года он вернулся в строй, уже в Крыму.
Командир роты инженерного батальона старший лейтенант Борис Нарбут в ночь на 26 сентября 1943 года у города Канев (Черкасской области Украины) на шести лодках переправил на правый берег Днепра: стрелков с вооружением — 14 699 человек, боеприпасов — 126,3 тонны, пушек — 31, продовольствия — 169 тонн, мин — 1260, миномётов — 18, повозок с грузом — 38, горючего — 3 тонны, лесоматериалов — 12 м³, легковых машин — 8. С правого берега на левый берег перевёз: раненых — 2656 человек, команд хозяйственников — 3954 человека.
После войны Борис Станиславович продолжил службу в Вооруженных Силах СССР. В 1950 году окончил Военно-юридическую академию. Работал в военной прокуратуре.
С 1970 года полковник юстиции Б. С. Нарбут — в отставке.
Жил в городе Азов Ростовской области. Работал начальником юридического отдела оптико-механического завода (ныне ПО «АОМЗ»).
Умер 8 августа 1995 года, похоронен в Азове.
Жена — Лидия Анатольевна.

## Память
- В городе Енакиево на аллее Героев установлена памятная стела Б. С. Нарбуту[2].
- Именем Героя названа улица в городе Азове[3].

## Награды
- Указом Президиума Верховного Совета СССР от 3 июня 1944 года за образцовое выполнение боевых заданий командования на фронте борьбы с немецко-фашистскими захватчиками и проявленные при этом мужество и героизм старшему лейтенанту Нарбуту Борису Станиславовичу присвоено звание Героя Советского Союза с вручением ордена Ленина и медали «Золотая Звезда» (№ 4489).
- Награждён орденом Красного Знамени, двумя орденами Отечественной войны 1-й степени, орденом Трудового Красного Знамени, двумя орденами Красной Звезды, а также медалями, среди которых «За доблестный труд».
- Заслуженный юрист РСФСР.
- В апреле 1995 года Б. С. Нарбуту было присвоено звание «Почётный гражданин города Азова»[4].